# Unión de la Lengua Neerlandesa

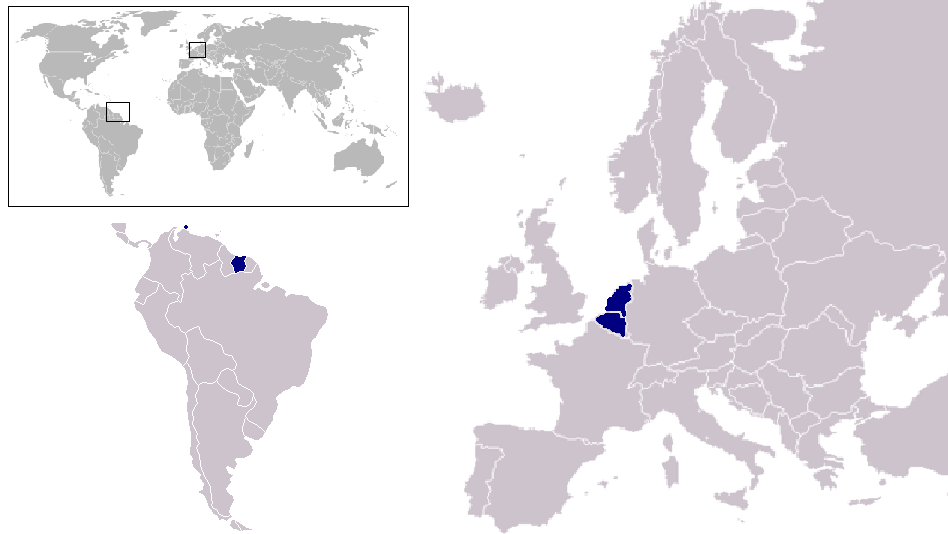
Los miembros de la Unión de la Lengua Neerlandesa.

Naciones y territorios donde se habla neerlandés.

La Unión de la Lengua Neerlandesa (en neerlandés: Nederlandse Taalunie) es la entidad encargada de la protección y promoción de la lengua neerlandesa, hablada en los Países Bajos, Bélgica (la región de Flandes) y Surinam. Los mencionados Estados, mediante la Taalunie (nombre de la ULN en neerlandés), han estado trabajando juntos en las políticas lingüísticas y en la enseñanza del idioma y de su literatura. 
El origen de la Taalunie se remonta a 1980 cuando los Países Bajos y Flandes firmaron el tratado de fundación. En 2004, se les añadió Surinam (antigua Guyana neerlandesa, en América del Sur). Últimamente el objetivo fundamental de la entidad es el de garantizar el uso del neerlandés en todas las situaciones cotidianas posibles, sobre todo las relacionadas con las nuevas tecnologías, terreno en el cual el neerlandés lucha con bastante desventaja frente al inglés, dado que la mayoría de hablantes de neerlandés son prácticamente bilingües con el inglés.
No forman parte de la organización países como Sudáfrica o Namibia, en los cuales es oficial el afrikáans, idioma derivado del neerlandés e inteligible con este, Indonesia, en donde el idioma ha ido paulatinamente desapareciendo después de su independencia, aunque en los últimos años está reviviendo por el interés de las generaciones más jóvenes por aprenderlo o las islas que componían las antiguas Antillas Neerlandesas, ya que éstas siguen perteneciendo a Países Bajos pese a tener una autonomía por la cual funcionan en la práctica como estados independientes.